# C/1957 P1 (Mrkos)
C/1957 P1 (Mrkos) ist ein Komet, der im Jahr 1957 mit dem bloßen Auge gesehen werden konnte. Er wird von einigen zu den „Großen Kometen“ gezählt.

## Entdeckung und Beobachtung
Antonín Mrkos, ein bereits erfahrener Asteroiden- und Kometenentdecker, fand diesen Kometen mit bloßem Auge am frühen Morgen des 2. August 1957 vom Lomnický štít in der Slowakei. Er schätzte die Helligkeit auf 3 mag und beobachtete einen Schweif von 1° Länge. Die Entdeckung konnte noch am Abend desselben Tages durch einen Beobachter in Dänemark bestätigt werden. Nach der offiziellen Bekanntgabe der Entdeckung gingen noch weitere Berichte von unabhängigen Entdeckungen ein. Danach erfolgte die erste Beobachtung des Kometen bereits am Morgen des 30. Juli (Ortszeit) durch S. Kuragano in Yokohama. Seine Meldung wurde aber erst nach 2 Wochen weitergeleitet. Auch am 31. Juli wurde der Komet schon vom Piloten eines Verkehrsflugzeugs über Colorado gesehen. Seine Meldung kam ebenfalls um fast eine Woche verzögert bei der offiziellen Stelle an. Auch an den folgenden Tagen gab es noch zahlreiche Entdeckungen in England, den Vereinigten Staaten und Kanada.
Der Komet hatte sich für Beobachter auf der Erde unbemerkt aus Richtung der Sonne angenähert und wurde erst entdeckt, als er sich perspektivisch genügend weit von der Sonne entfernt hatte. Dadurch hatte er zu diesem Zeitpunkt für einen neu entdeckten Kometen schon eine ungewöhnlich große Helligkeit und einen ausgebildeten Schweif.
Am 10. August erreichte der Komet seine größte nördliche Deklination und seine Helligkeit war auf 1–2 mag angewachsen. Zur Zeit seiner Entdeckung ein Objekt am Morgenhimmel, war er von nun an am Abendhimmel zu beobachten, allerdings bei ausreichender Dunkelheit immer nur nahe über dem Horizont. Der Komet wurde am 11. August mit einem sehr hellen orange-gelben Kern und einem 4° langen Schweif beschrieben. Der Schweif zeigte eine außergewöhnlich komplexe und dynamische Struktur mit mehreren geraden Strahlen und einem breiten gekrümmten Anteil. Der geradlinige Ionenschweif zeigte eine turbulente Bewegung, die sein Aussehen von Stunde zu Stunde veränderte, während der kürzere gekrümmte Staubschweif das nur selten zuvor beobachtete Phänomen von parallel angeordneten Streifen zeigte. Ab Mitte des Monats nahmen Helligkeit und Schweiflänge nur langsam wieder ab. Ende August lag die Helligkeit noch bei etwa 3–4 mag und die Schweiflänge bei 2°.
Etwa ab Mitte September konnte der Komet nicht mehr mit bloßem Auge gesehen werden, er wurde aber zunächst bis Anfang Oktober weiter teleskopisch und photographisch beobachtet. Am 1. Dezember ging der Komet von der Erde aus gesehen in etwa 3,5° Abstand an der Sonne vorüber. Ab Ende Januar 1958 konnten wieder photographische Aufnahmen des Kometen gewonnen werden. Der Komet wanderte in den Südhimmel und hatte Anfang März noch eine Helligkeit von 12 mag. Die letzte Beobachtung erfolgte am 9. Juli 1958 durch Elizabeth Roemer in Flagstaff.
Der Komet erreichte eine maximale Helligkeit von 1 mag.

## Wissenschaftliche Auswertung
Zwischen dem 10. und dem 15. August konnten im Schweif des Kometen deutliche Streifen (Striae) beobachtet werden, ähnlich wie zuvor bereits bei den Kometen C/1743 X1, C/1858 L1 (Donati) und C/1910 A1 (Großer Januarkomet). Es handelte sich um große Massen von Material, die jeweils zu einem bestimmten Zeitpunkt vom Kometenkern ausgestoßen wurden und durch den Strahlungsdruck der Sonne in Streifenform auseinandergetrieben wurden.
In der ersten Augusthälfte 1957 fanden auch mehrere spektrographische Beobachtungen des Kometen am Palomar-Observatorium, am Observatoire de Haute-Provence und anderen statt. Zum ersten Mal wurden dabei von einem Kometen hochaufgelöste Spektren aufgenommen. Die Spektrogramme zeigten kometentypische Emissionslinien, u. a. von NH2, C2 und CN, aber auch die „verbotenen“ Linien des neutralen Sauerstoffs, sowie stark ausgeprägte Natrium-D-Linien, was die Ursache für die beobachtete gelbe Färbung des Kometenkopfes war. Für CN zeigte eine Untersuchung, dass es wahrscheinlich vom Kometenkern in Richtung zur Sonne mit einer Geschwindigkeit von etwa 0,3 km/s ausgestoßen wurde.
Spektrophotometrische Beobachtungen des Schweifs des Kometen zeigten am 23. August 1957 Emissionslinien von CO+ und wahrscheinlich N2+. Wie zuvor bereits beim Kometen C/1956 R1 (Arend-Roland) beobachtet, zeigte sich eine rötlichere Färbung als das Sonnenlicht. Dies wurde möglicherweise durch Streuung an Eisenpartikeln mit einem mittleren Durchmesser von 0,6 µm in einem mittleren Abstand von 3,1 m hervorgerufen. Für die Gesamtmasse des Kometen wurde ein Wert von 1013 t abgeschätzt.
Das Licht des Kometen wurde auch hinsichtlich seiner Polarisation untersucht, sowohl für das Gesamtlicht als auch nur für bestimmte Wellenlängenbereiche, sowie hinsichtlich seiner Farbe.
Brian Marsden, Zdenek Sekanina und Edgar Everhart konnten im Jahr 1978 aus 108 Beobachtungen über 339 Tage Bahnelemente einer elliptischen Umlaufbahn für den Kometen berechnen. Außerdem bestimmten sie Werte für seine ursprüngliche und zukünftige Bahn. Nach ihrer Berechnung bewegte er sich lange vor seiner Passage des inneren Sonnensystems auf einer elliptischen Bahn mit einer Großen Halbachse von etwa 500 AE. Für seine zukünftige Bahn ergab sich eine Große Halbachse von etwa 325 AE.

## Umlaufbahn
Für den Kometen konnte aus 16 Beobachtungen über 312 Tage eine unsichere elliptische Umlaufbahn bestimmt werden, die um rund 94° gegen die Ekliptik geneigt ist. Die Bahn des Kometen liegt damit nahezu senkrecht gestellt zu den Bahnebenen der Planeten, er durchläuft seine Bahn gegenläufig (retrograd) zu ihnen. Im sonnennächsten Punkt der Bahn (Perihel), den der Komet am 1. August 1957 durchlaufen hat, befand er sich mit etwa 53,1 Mio. km Sonnenabstand im Bereich der Umlaufbahn des Merkur. Am 13. August erreichte er mit etwa 159,3 Mio. km (1,06 AE) die größte Annäherung an die Erde, während er am 17. August in etwa 88,6 Mio. km Abstand am Merkur und am 2. September in etwa 81,3 Mio. km Distanz an der Venus vorbeiging.
Nach den Bahnelementen der JPL Small-Body Database, die keine nicht-gravitativen Kräfte auf den Kometen berücksichtigen, hatte seine Bahn lange vor seiner Passage des inneren Sonnensystems noch eine Exzentrizität von etwa 0,99927 und eine Große Halbachse von etwa 490 AE, so dass seine Umlaufzeit bei etwa 11.000 Jahren lag. Durch die Anziehungskraft der Planeten, insbesondere durch zwei relativ nahe Vorbeigänge am Jupiter im Juni 1957 in etwa 5 ⅔ AE und im Dezember 1958 in knapp 3 AE, sowie am Saturn im Januar 1959 in etwa 5 AE Distanz, wurde die Bahnexzentrizität auf etwa 0,99891 und die Große Halbachse auf etwa 321 AE verringert, so dass sich seine Umlaufzeit auf etwa 5750 Jahre verkürzt. In Anbetracht der relativ unsicheren Bahnparameter sind alle angegebenen Daten nur als ungefähre Werte zu betrachten.